# Pauropsxenus brachyartema
Pauropsxenus brachyartema är en mångfotingart som först beskrevs av Henri W. Brölemann 1920.  Pauropsxenus brachyartema ingår i släktet Pauropsxenus och familjen penseldubbelfotingar.

## Underarter
Arten delas in i följande underarter:
- P. b. evansi
- P. b. silvestrii